# Theorema egregium

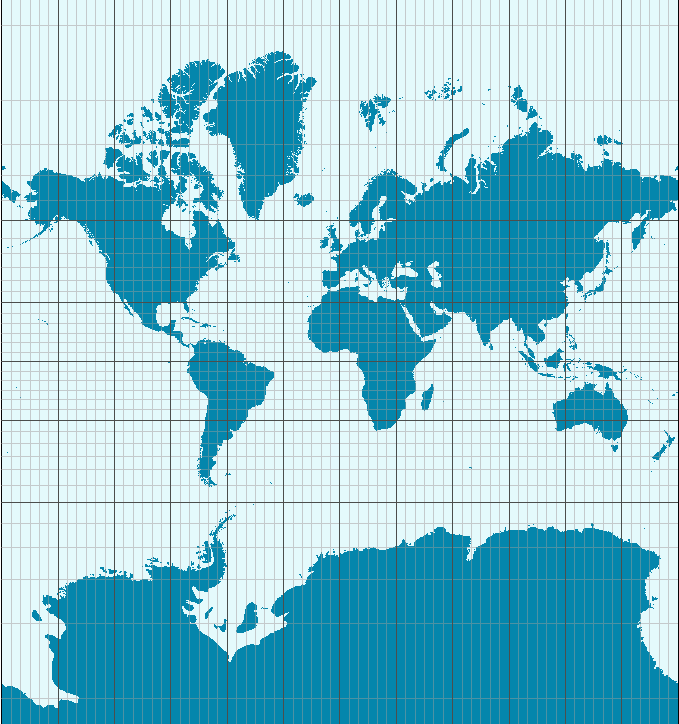
Một hậu quả của Theorema Egregium là Trái Đất không thể được hiển thị trên bản đồ mà không bị biến dạng. Phép chiếu Mercator, được hiển thị ở đây, giữ nguyên góc nhưng không bảo toàn được diện tích.

Theorema Egregium (tiếng Việt: Định lý đáng kể) là một kết quả lớn về nghiên cứu hình học vi phân của nhà toán học người Đức Carl Friedrich Gauss quan tâm đến độ cong của các mặt phẳng. Định luật này đã chỉ ra rằng độ cong Gauss có thể được xác định một cách tổng thể bằng những khoảng cách, góc và tỷ lệ của chúng trên một mặt phẳng mà không có sự tham chiếu nào của một kiểu cụ thể nào mà ở đó mặt phẳng được gán vào trong không gian Euclid 3 chiều bao quanh. Nói theo một cách khác, độ cong Gauss của một mặt phẳng không thay đổi nếu như mặt phẳng đó uốn mà không có kéo căng nó ra. Chính vì thế độ cong Gauss là sự bất biến bên trong của một mặt phẳng.
Gauss đã giới thiệu định lý này theo cách dưới đây (dịch ra từ tiếng Latin): "Do đó, công thức của bài viết trước dẫn đến đinh lý đáng chú ý. Nếu một bề mặt cong được phát triển trên bất kỳ bề mặt nào khác, số đo độ cong ở mỗi điểm vẫn không thay đổi."
Định lý là đáng kể bởi vì định nghĩa bắt đầu của độ cong Gauss đã dẫn đến ứng dụng trực tiếp của vị trí của mặt phẳng trong không gian. Vì thế, nó trở nên khá ngạc nhiên rằng kết quả không dựa trên sự gán vào của nó mặc dù tất cả biến dạng uốn và xoáy là điều mặt phẳng trải qua.
Trong thuật ngữ toán học hiện đại, định lý có thể được miêu tả như sau: "Độ cong Gauss của một mặt phẳng bất biến dưới phép đẳng cự cục bộ"

## Ứng dụng cơ sở

Hoạt hình cho thấy sự biến dạng của helicoid thành catenoid. Các biến dạng được thực hiện bằng cách uốn mà không kéo dãn. Trong quá trình đó, độ cong Gauss của bề mặt tại mỗi điểm không đổi.

Một quả cầu với bán kính R có độ cong Gauss không đổi bằng 1/R2. Cùng lúc đó, một mặt có độ cong Gauss bằng 0. Như là một kết quả tất yếu của Theorema Egregium, một phần của mặt không thể nào bị be cong để áp vào quả cầu mà không bị nhàu nát. Ngược lại, mặt phẳng của quả cầu không thể nào bị tách ra để áp lên mặt phẳng kia mà không có sự bóp méo mặt phẳng. Nếu như để thực hiện trên vỏ quả trứng rỗng, các đỉnh của vỏ trứng đó sẽ phải được chia ra trong khi mở rộng trước khi được dàn phẳng. Về mặt toán học, một quả cầu và một mặt phẳng là không cùng kích thước, kể cả khi xét ở mức độ cục bộ. Điều này là một điều đáng chú ý rất lớn cho bản đồ học: nó cho rằng không có một bản đồ phẳng nào mô tả Trái Đất có thể hoàn hảo, kể cả là một phần của bề mặt Trái Đất. Chính vì thế, thiết kế bản đồ bóp méo chí ít một vài khoảng cách nếu cần thiết.
Catenoid và Helicoid là hai mặt nhìn rất khác nhau. Tuy nhiên, mỗi mặt đó có thể được bẻ cong một cách liên tục thành mặt phẳng còn lại: như vậy chúng có cùng kích thước mang tính chất cục bộ. Theorema Egregium cho rằng dưới việc bẻ cong độ cong Gauss ở bất kỳ hai điểm tương ứng nào của catenoid và helicoid là luôn luôn giống nhau. Vì thế phép đẳng cự đơn giản là uốn cong hay xoắn lại một mặt phẳng mà không có sự nhàu nát hay sự rách ở bên trong, hay nói cách khác là ngoài sự căng, nén và cắt.
Một ứng dụng của Theorema Egregium là khi một vật phẳng được gấp hay bẻ cong trở thành một đường thẳng, hành động đó sẽ tạo ra sự cứng nhắc với hướng vuông góc. Đây là ứng dụng mang tính chất thực tế trong xây dựng cũng như trng chiến lược ăn pizza phổ biến: Một miếng pizza phẳng có thể được nhìn nhận như một mặt phẳng với với độ cong Gauss không đổi bẳng 0. Bẻ cong miếng đó một cách nhẹ nhàng cần phải duy trì độ cong này một cách quyết liệt (giả sử việc bẻ cong là một phép đẳng cự cục bộ quyết liệt). Nếu như ta bẻ theo chiều ngang dọc theo bán kính, độ cong lý thuyết khác 0 sẽ được tạo ra đối nghịch với yêu cầu độ cong lý thuyết phải băng 0. Nó tạo ra sự cứng nhắc trong hướng vuông góc trong việc gấp, một điều đáng thèm khát khi ăn pizza, như nó tạo ra khung hình của nó đủ dài để chúng ta có thể tiêu thụ mà không có vấn đề gì. Nguyên lý tương tự này cũng được sử dụng để làm dài trong các vật thể bị uốn nếp gần gũi nhất là hộp carton sóng và sắt mạ gợn sóng,  hoặc là một số hình dạng của khoai tây chiên.